# Atlético Petróleos Luanda
Atlético Petróleos Luanda je angolský fotbalový klub. Byl založen v roce 1980 ve městě Luanda. Hrají ligu Girabola na stadionu Estádio 11 de Novembro s kapacitou 50 000 diváků. Patří mezi tři nejlepší kluby Angoly.

## Ocenění
Angolská Liga (Girabola) (19)
1982, 1984, 1986, 1987, 1988, 1989, 1990, 1993, 1994, 1995, 1997, 2000, 2001, 2008, 2009, 2022, 2023, 2024, 2025
Angolský Pohár (15)
1987, 1992, 1993, 1994, 1997, 1998, 2000, 2002, 2003, 2017, 2021, 2022, 2023, 2024
Angolský Super Pohár (4)
1988, 1993, 1994, 2002